# 몬텔라
몬텔라(이탈리아어: Montella)는 이탈리아 캄파니아주 아벨리노도의 코무네다.